# Luis Ramírez Palma
Luis Ramírez Palma (Coria del Río, 1901-Sevilla, 14 de noviembre de 1936) fue un político español que fue alcalde de Coria del Río durante la Segunda República española.

## Biografía
Nació en el año de 1901 en Coria del Río (provincia de Sevilla), en la calle Rosales, en la casa que hoy está marcada con el nº 8. Transcurre su niñez y juventud en el pueblo que lo vio nacer. Realiza los estudios de magisterio, y en el año 1925 desempeña una plaza como titular en Pruna, donde coincide con otro coriano ilustre, José Luis Asián Peña que más tarde llegaría a ser catedrático de Geografía en el Instituto Balmes de Barcelona.
Ya por estas fechas Luis, que de siempre ha tenido inquietudes políticas, se afilia al Partido Republicano Radical de Alejandro Lerroux. En cuanto a su vida profesional, consigue una permuta para trasladarse a Sevilla, donde se hace cargo de una unidad en la Escuela Aneja del Magisterio. Este traslado le permite realizar uno de sus sueños, estudiar leyes en la Universidad de Sevilla.
En 1926 se funda en Coria el Centro Popular, que entre otras actividades, publica una revista, el semanario "Coria", lo que le permite cultivar sus aficiones literarias, por ello y junto a Juan Rodríguez Mateo y Francisco Moreno Ufano, se hace cargo de la sección literaria de la misma.
Luis Ramírez como vemos, es un hombre culto que tocó varias ramas de las artes. Así, en 1929 es nombrado Presidente de la Artística Coriana, institución cultural dedicada fundamentalmente a montar y representar obras de teatro y zarzuela. Sobrino del pintor coriano Manuel de la Rosa, también hace sus incursiones en esta rama de las artes, su hija conserva varios paisajes pintados por él.
Todas estas actividades culturales las simultanea con los estudios de leyes que termina con éxito, y con la política. Llegó a ocupar la Secretaría Provincial de Agricultura en el Partido  Republicano Radical. El año 1931 el 15 de abril es nombrado primero presidente de la Gestora y posteriormente, Alcalde de Coria del Río (el 1º de la República), le acompañan en la candidatura el que después sería su consuegro Manuel Asián, junto con Francisco Ufano y Manuel Carvajal. Es bajo su mandato cuando se consigue para Coria, entre otros logros, un transporte moderno que una a la capital, el "tranvía" (1932) y se comienza el establecimiento de una red de agua potable de la que hasta entonces nuestra localidad había carecido.
En enero de 1934 contrae matrimonio con Josefa Japón Alfaro y un año después les nace su única hija Mari Loli.
Amigo personal de Diego Martínez Barrio, se pasa a la formación que este fundara, la Unión Republicana, y es por esta formación (año 1936) por la que volverá a ser alcalde. Este mismo año fue propuesto para ocupar el Gobierno Civil en Cádiz, pero no le dio tiempo...

### Guerra civil
A los pocos días del levantamiento fue arrestado en su propio domicilio, vivía en la calle Larga junto a la central de teléfono, fue llevado junto con otros corianos al edificio de la "escuela de balde" solar que hoy ocupa el Ayuntamiento, y de allí pasó a Sevilla a los calabozos de la Plaza de España. Trasladado con posterioridad a un local que había en la calle Jaúregui (que después sería el cine Rialto). De allí lo "sacaron" en la madrugada del 14 de noviembre de ese año para ser fusilado (asesinado) posiblemente en las murallas del cementerio. Su familia no tiene el consuelo de saber dónde reposan sus restos.
Todos sus bienes fueron confiscados, aunque con posterioridad la mayoría le fueron devueltos a su viuda, y desde entonces, igual que ocurriera con su jefe político y amigo Diego Martínez Barrio, una muralla de silencio se estableció en torno a su persona y su obra.